# Пепелина
Пепелина́ (болг. Пепелина) — село в Русенській області Болгарії. Входить до складу общини Две-Могили.

## Географія
Село розташоване в каньйоні річки Черні-Лом, на території природного парку Русенський Лом.

## Населення
За даними перепису населення 2011 року у селі проживали 25 осіб, усі — болгари.
Розподіл населення за віком у 2011 році:
Динаміка населення: